# Ryszard Rynkowski
Ryszard Rynkowski  (né le 9 octobre 1951 à Elbląg) est un chanteur polonais, compositeur, pianiste et acteur. De 1978 à 1987, il a été chanteur du groupe polonais Vox,. Depuis 1987, il est artiste solo. Sa marque de fabrique est sa voix éraillée et enfumée. C'est pourquoi Joe Cocker lui-même l'appelait le « Joe Cocker polonais ».

## Biographie

### Début de carrière

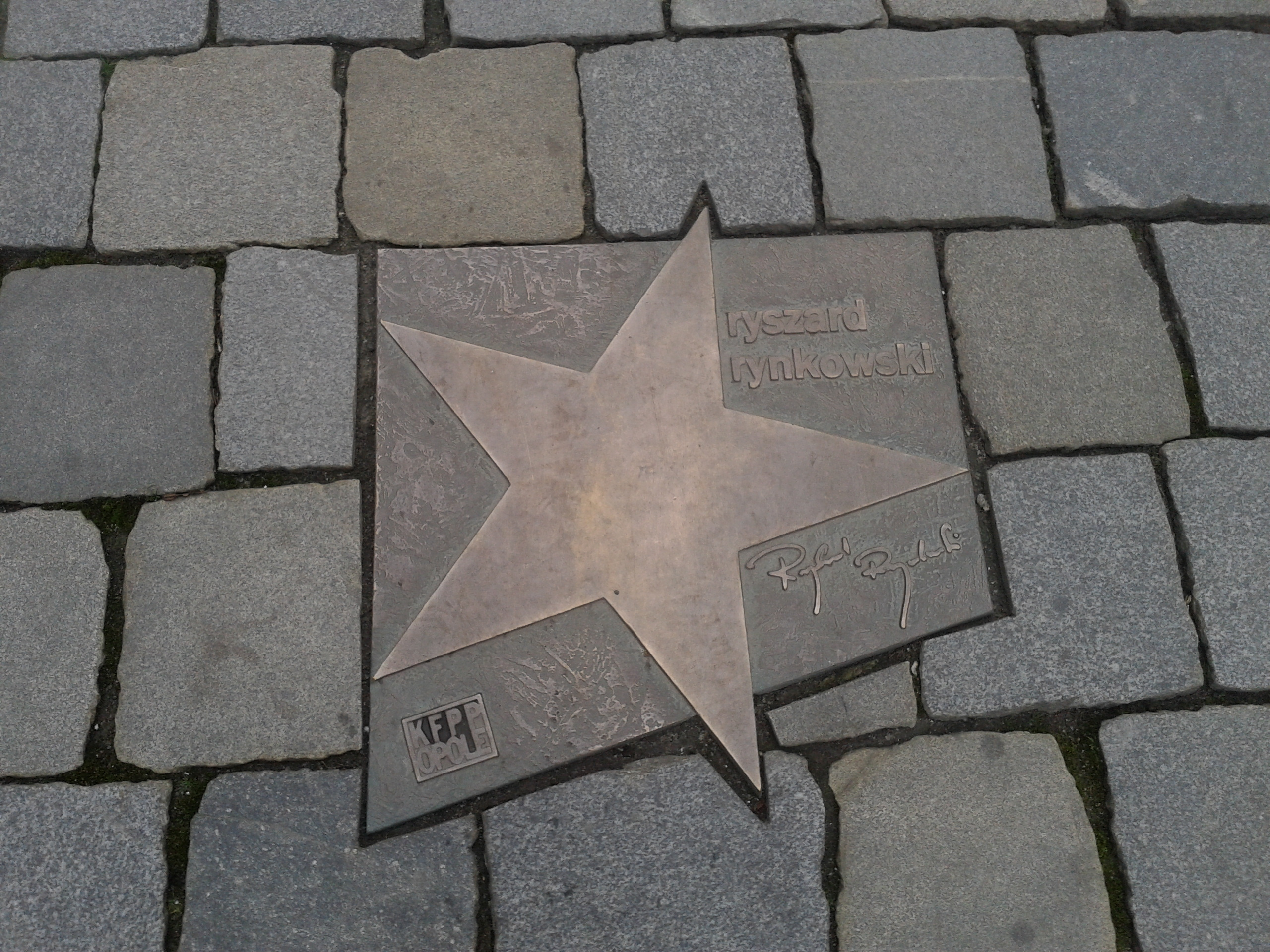
L'étoile de Ryszard Rynkowski à Opole

Enfant, il a appris le piano, d'abord avec un organiste de sa paroisse natale, puis dans une école de musique publique. Il a ensuite joué dans différents groupes amateurs d'Elbląg. De 1967 à 1970, il a étudié au lycée Juliusz Słowacki d'Elbląg, où il a dirigé le cabaret "Tak To Bywa". Avec ce cabaret, il a obtenu la deuxième place en 1968 à l'occasion d'un concours organisé par les écoles du nord de la Pologne. Il a ensuite étudié à la faculté de pédagogie musicale d'Olsztyn.
Il a fait ses débuts musicaux en 1972 avec le groupe El lors du 5e festival culturel des étudiants à Olsztyn. En 1973, il s'installe à Varsovie et commence à travailler à l'Opérette de Varsovie et au Théâtre Targówek, (rebaptisé plus tard Théâtre Rampa).
De 1977 à 1978, il a été le pianiste du Gramine Blues Group, un ensemble vocal/instrumental polonais. Parallèlement, il a écrit la musique de la pièce Rapsod Polski, jouée à Pruszków, près de Varsovie, par une troupe de théâtre dirigée par Bolesław Jastrzębski et accompagnée d'un groupe VIP. Il a ensuite fait partie du groupe Victoria Singers, qui a changé de nom en 1979 pour devenir Vox. Pour ce groupe, il a écrit de nombreuses chansons de ce groupe, dont :
- Masz w oczach dwa nieba (3e prix pour KFPP Opole '79) (KFPP = Festival national de la chanson polonaise à Opole),
- Bananowy Song (récompensé par la Lyre de bronze au Festival de Bratislava 1980),
- Szczęśliwej drogi, już czas.

### Carrière solo

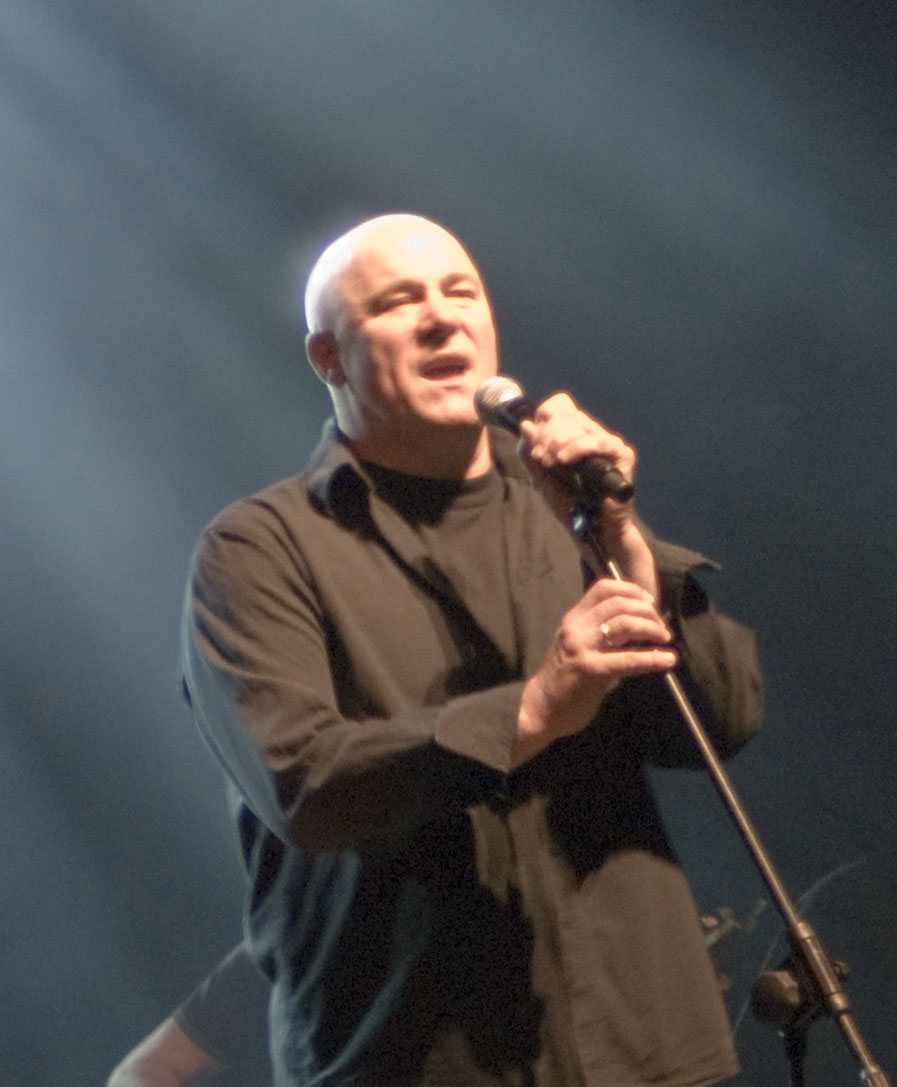
Ryszard Rynkowski - Concert à Poznań 2008

Après s'être séparé du groupe Vox en 1987, il s'est lancé dans une carrière solo. En 1979, 1989, 1990 et 1994, il a été lauréat du Festival national de la chanson polonaise à Opole.
En 1993, il a interprété le rôle-titre de « Pan Twardowski » dans la comédie musicale du même nom. En 2001, il a été élu chanteur de l'année par l'Académie phonographique de Pologne et a reçu le prix annuel « Fryderyk ».
Le 10 décembre 2001, Rynkowski et Joe Cocker ont donné ensemble un concert de charité à Varsovie, qui a culminé avec un duo entre les deux artistes, High Time We Went. Rynkowski a ainsi fêté son 50e anniversaire, célébré en septembre de la même année. Un autre concert commun a eu lieu le 5 juillet 2002 à Szczecin au stade Pogoń.
Cette collaboration a conduit à , que l'album Ten typ tak ma, sorti l'année suivante en 2003, a été enregistré avec le soutien de quelques musiciens du groupe de Joe Cocker, comme Deric Dyer, Nick Milo et Jack Bruno, et du bassiste Dale Davis (Tina Turner, Amy Winehouse).
En 2011, il a participé à l'enregistrement de la chanson Mazurski cud, créée dans le cadre de la campagne Mazury Cud Natury (Le miracle de la nature en Mazurie) pour promouvoir la région Mazurie.
En décembre 2011, il est apparu dans le spectacle multimédia 16.12.1981, mis en scène par Łukasz Kobiela, à l'occasion du 30e anniversaire de la pacification de la Mine de Wujek à Katowice. Cette "pacification" était la répression sanglante d'une grève des mineurs à Katowice.
En 2019, Ryszard Rynkowski a participé en tant que juré à l'émission de télévision polonaise "Szanza na sukces" (Une chance de réussir), un équivalent polonais de l'émission allemande Dsds.

## Vie privée
Sa première femme Hanna est décédée en 1996 d'un cancer du sein. De ce mariage est née une fille, Marta (née en 1978). Il s'est remarié en 2006, après que cette nouvelle relation soit longtemps restée secrète. Il a rencontré sa deuxième femme, Edyta, de 22 ans sa cadette, lors d'un "Meet and Greet" après l'un de ses concerts. En octobre 2008, son deuxième enfant, son fils Ryszard Junior, est né. Le 3 avril 2009 est né le premier petit-fils du chanteur, Jan et en 2010 son deuxième petit-fils, Ignacy.
En 2002, les conseillers municipaux d'Elbląg lui ont accordé la citoyenneté d'honneur de la ville d'Elbląg.
En 2005, il a soutenu la campagne électorale du PiS et a participé à la série de concerts "Spring of Poles".
Dans la nuit du 15 au 16 novembre 2016, il a menacé sa famille de se suicider. La raison en était des problèmes conjugaux et une dépression nerveuse qui en résultait. Après quelques minutes de discussion avec la police arrivée sur place, le chanteur s'est toutefois calmé et a remis l'arme aux agents. Le pistolet qu'il tenait à la main était chargé à balles réelles.
En raison de la Pandémie de Covid-19, Rynkowski, comme beaucoup de ses collègues musiciens, s'est retrouvé au chômage, ce qui l'a plongé dans une profonde crise psychologique. Pour compliquer encore les choses, le chanteur avait depuis un certain temps de plus en plus de problèmes de mobilité au niveau de la hanche, ce qui lui faisait comprendre qu'il ne pourrait plus donner de grands concerts ou faire de grandes tournées. En 2011, sa femme Edyta a finalement réussi à le convaincre d'investir le reste de ses économies dans un centre de rééducation à son domicile Brodnica, où l'on aide les personnes souffrant de blessures aux membres et à la colonne vertébrale, leur garantissant ainsi, à lui et à sa famille, un revenu sûr pour l'avenir,.

## Discographie

### avec le groupe VOX
- VOX (1979)
- VOX 2 (1981)
- Monte Carlo Is Great (1981)
- Sing, sing, sing (1986)

### en solo
- Szczęśliwej drogi, już czas (1991)
- Una Luz en la Oscuridad (1991)
- Jedzie pociąg z daleka (1995)
- Jawa (1997) - disque d'or en 1998[20]
- Inny nie będę (1998)
- Dziś nadzieja rodzi się (1998)
- Dary losu (2000) - double disque de platine en 2011[21]
- Za Młodzi, Za Starzy (2000)
- Intymnie (2001) (Live album) - disque de platine en 2003[22]
- Kolędy (2002)
- Ten typ tak ma (2003)
- Zachwyt (2009) - disque d'or en 2009[23]
- Razem (2012) - disque d'or en 2013[24]

## Comédie musicale
- Pan Twardowski (musical) - rôle-titre

## Récompenses et distinctions
- Prix Fryderyk - chanteur de l'année en 2001
- Ordre du Sourire - récompensé en janvier 2002
- Ordre Polonia Restituta - chevalier en 2010
- Médaille du Mérite culturel polonais Gloria Artis - médaille d'argent 2015